# Чемпионат мира по настольному теннису 1961
Чемпионат мира по настольному теннису 1961 года прошёл с 5 по 14 апреля в городе Пекин (Китай).

## Организация соревнований

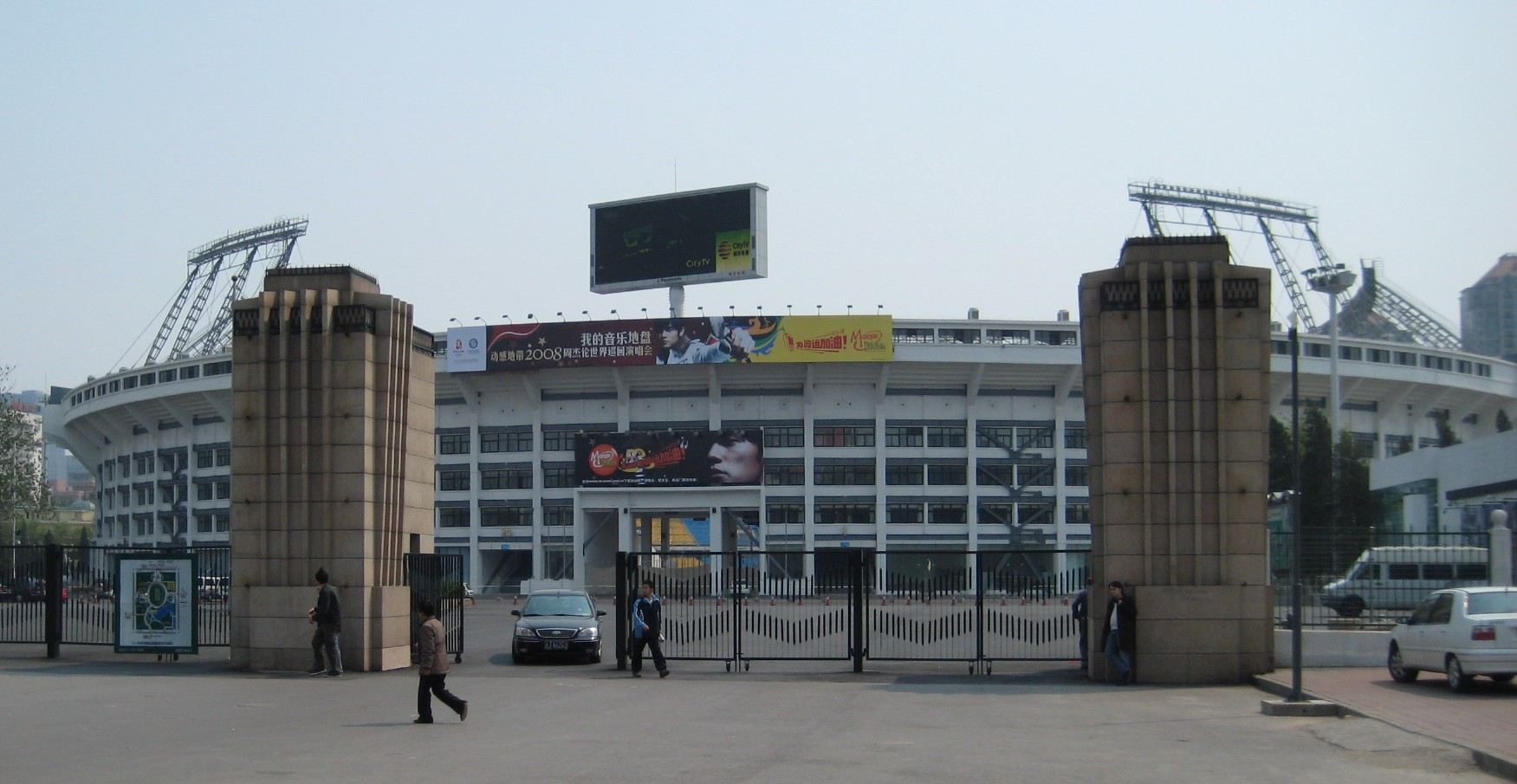
«Стадион Трудящихся»

Турнир проходил на «Стадионе Трудящихся».
Во время чемпионата многие спортсмены использовали ракетки ярких цветов и светлую, пеструю спортивную форму. Это привело к изменению в правилах на этот счет Международной федерацией настольного тенниса.

## Медалисты

### Командные соревнования
| Пол     | Золото                                                                   | Серебро                                                                               | Бронза                                                                          |
| ------- | ------------------------------------------------------------------------ | ------------------------------------------------------------------------------------- | ------------------------------------------------------------------------------- |
| Мужчины | Китай · Ли Фужун · Жун Готуань · Ван Чуаньяо · Сюй Иньшэн · Чжуан Цзэдун | Япония · Нобуя Хосино · Кодзи Кимура · Тэруо Мураками · Итиро Огимура · Горо Сибутани | ВНР · Золтан Берцик · Ласло Фёльди · Миклош Петерфи · Петер Рожаш · Ференц Шидо |
| Женщины | Япония · Кадзуко Ито · Кимиё Мацудзаки · Томиэ Окада · Масако Сэки       | Китай · Хань Юйчжэнь · Ху Кэмин · Сунь Мэйин · Цю Чжунхуэй                            | СР Румыния · Мария Александру · Катринел Фоля · Джеорджета Питикэ               |

### Личные соревнования
| Разряд                   | Золото                             | Серебро                   | Бронза                   |
| ------------------------ | ---------------------------------- | ------------------------- | ------------------------ |
| Мужской одиночный разряд | Чжуан Цзэдун                       | Ли Фужун                  | Сюй Иньшэн               |
| Мужской одиночный разряд | Чжуан Цзэдун                       | Ли Фужун                  | Чжан Селинь              |
| Женский одиночный разряд | Цю Чжунхуэй                        | Эва Коциан                | Ван Цзянь                |
| Женский одиночный разряд | Цю Чжунхуэй                        | Эва Коциан                | Кимиё Мацудзаки          |
| Мужской парный разряд    | Нобуя Хосино Кодзи Кимура          | Золтан Берцик Ференц Шидо | Ли Фужун Чжуан Цзэдун    |
| Мужской парный разряд    | Нобуя Хосино Кодзи Кимура          | Золтан Берцик Ференц Шидо | Чжоу Ланьсунь Ван Цзяшэн |
| Женский парный разряд    | Мария Александру Джеорджета Питикэ | Цю Чжунхуэй Сунь Мэйин    | Ху Кэмин Ван Цзянь       |
| Женский парный разряд    | Мария Александру Джеорджета Питикэ | Цю Чжунхуэй Сунь Мэйин    | Хань Юйчжэнь Лян Личжэнь |
| Микст                    | Итиро Огимура Кимиё Мацудзаки      | Ли Фужун Хань Юйчжэнь     | Ван Чуаньяо Сунь Мэйин   |
| Микст                    | Итиро Огимура Кимиё Мацудзаки      | Ли Фужун Хань Юйчжэнь     | Нобуя Хосино Масако Сэки |